# Phormictopus nesiotes
Phormictopus nesiotes é uma espécie de aranha pertencente à família Theraphosidae (tarântulas).